# نورت پویالوپ (واشینگتن)
نورت پویالوپ (به انگلیسی: North Puyallup) یک منطقهٔ مسکونی در ایالات متحده آمریکا است که در واشینگتن واقع شده‌است. نورت پویالوپ ۱٬۷۴۳ نفر جمعیت دارد و ۱۶ متر بالاتر از سطح دریا واقع شده‌است.